# Alfonso Vázquez de Acuña
Alfonso Vázquez de Acuña, (?-Begíjar; 9 de mayo de 1474) fue arcediano de Calatrava, oidor de la Audiencia Real y del Consejo del Rey Enrique IV de Castilla, maestro de este soberano, después obispo de Mondoñedo (1455-1457) y de Jaén (1457-1474).

## Biografía
Hijo de Pedro Vázquez de Acuña, según investigaciones recientes locales, en Baeza, Úbeda y Arjonilla, correctoras de genealogistas distinguidos antiguos. [cita requerida]
Por ser fiel al rey, como lo fue también pese a ello, su odiado contrincante el Condestable de Castilla Miguel Lucas de Iranzo, tuvo que sufrir el saqueo de su castillo de Begíjar en 1465. En agradecimiento a su fidelidad, el rey le donó la Torre de Lope Fernández —llamada antes Tiédar y Torre del Obispo— en documento fechado en Salamanca en 6 de febrero de 1466. En él se le otorgaban también las Casas Reales de Andújar, con los derechos de portazgos, pesquería, pasos de madera y 6000 florines de oro, con refrendado del secretario Garci Fernández de Badajoz.
En 1472 extendió privilegios a la llamada Compañía de los Ballesteros de la ciudad de Baeza. 
Un hijo de este obispo, Diego López de Acuña «el de Baeza» (m. 1528), regidor de la ciudad de Baeza y teniente de alcalde de la Real Fortaleza de la Alhambra de Granada, vendió en 1486 la Torre del Obispo a María Ponce de León por 8000 maravedíes. Diego, fue después capitán de caballos al servicio del rey-archiduque y del emperador Carlos V, sobreviviendo á su hijo mayor Alonso de Acuña «el de Baeza».
Un documento del Archivo de Simancas fechado el 15 de febrero de 1488 da fe de que al final del siglo xv el castillo-fortaleza se mantenía en pie.